# Sinesio Delgado
Isidro Sinesio Delgado García (Támara de Campos, 12 de diciembre de 1859-Madrid, 13 de enero de 1928) fue un escritor y periodista español, padre del director de cine Fernando Delgado de Lara.

## Biografía

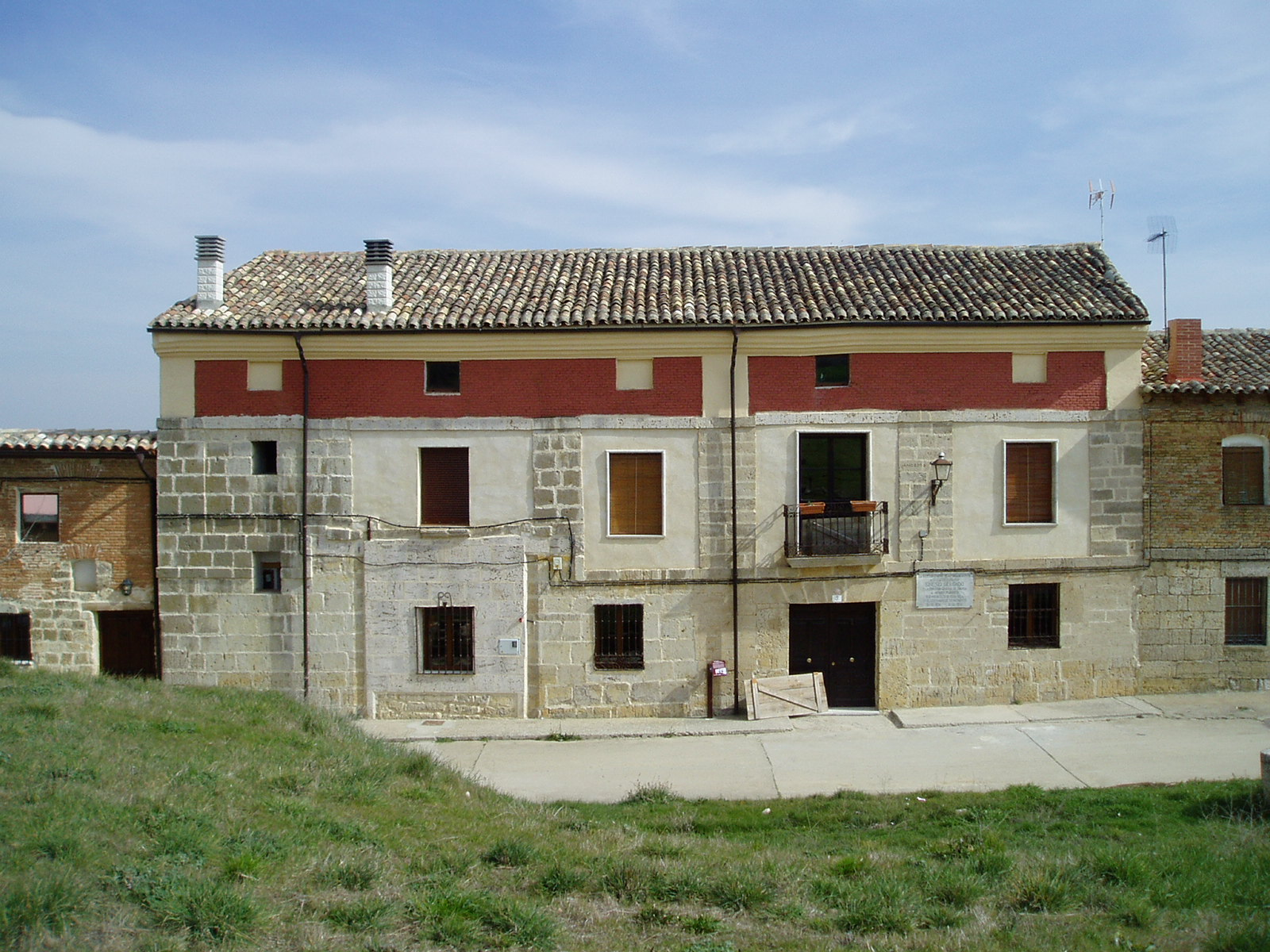
Casa natal de Sinesio Delgado, en Támara de Campos.

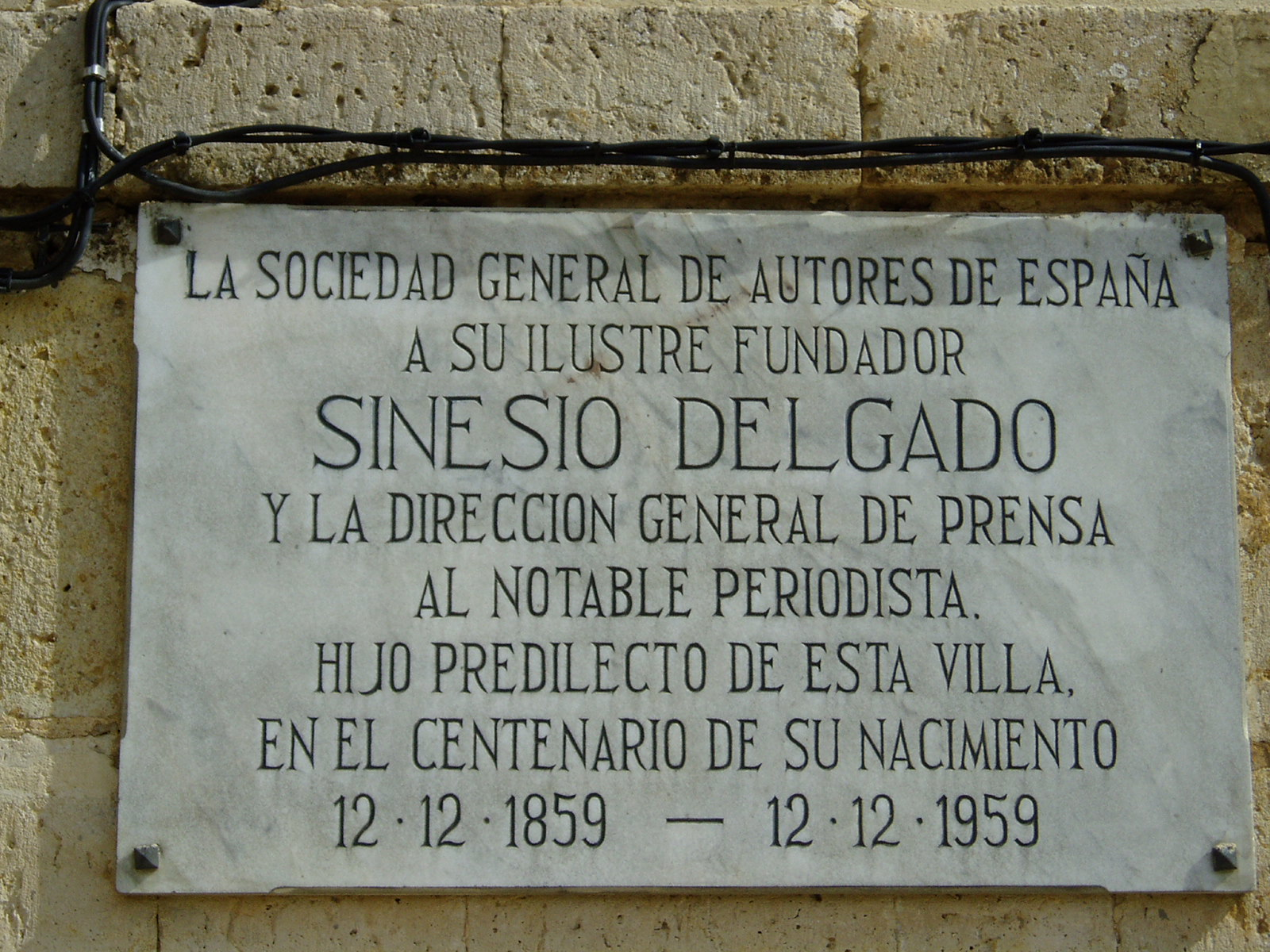
Placa conmemorativa del nacimiento de Sinesio Delgado en su casa natal.

Nacido en la localidad palentina de Támara de Campos el 12 de diciembre de 1859, era hijo de Saturnino Delgado, médico cirujano del pueblo, y de Francisca García. En 1873, con catorce años, es enviado por su padre a Valladolid a estudiar la carrera de Medicina que terminó en 1879. La profesión de médico no era su verdadera vocación, sino la literatura. 

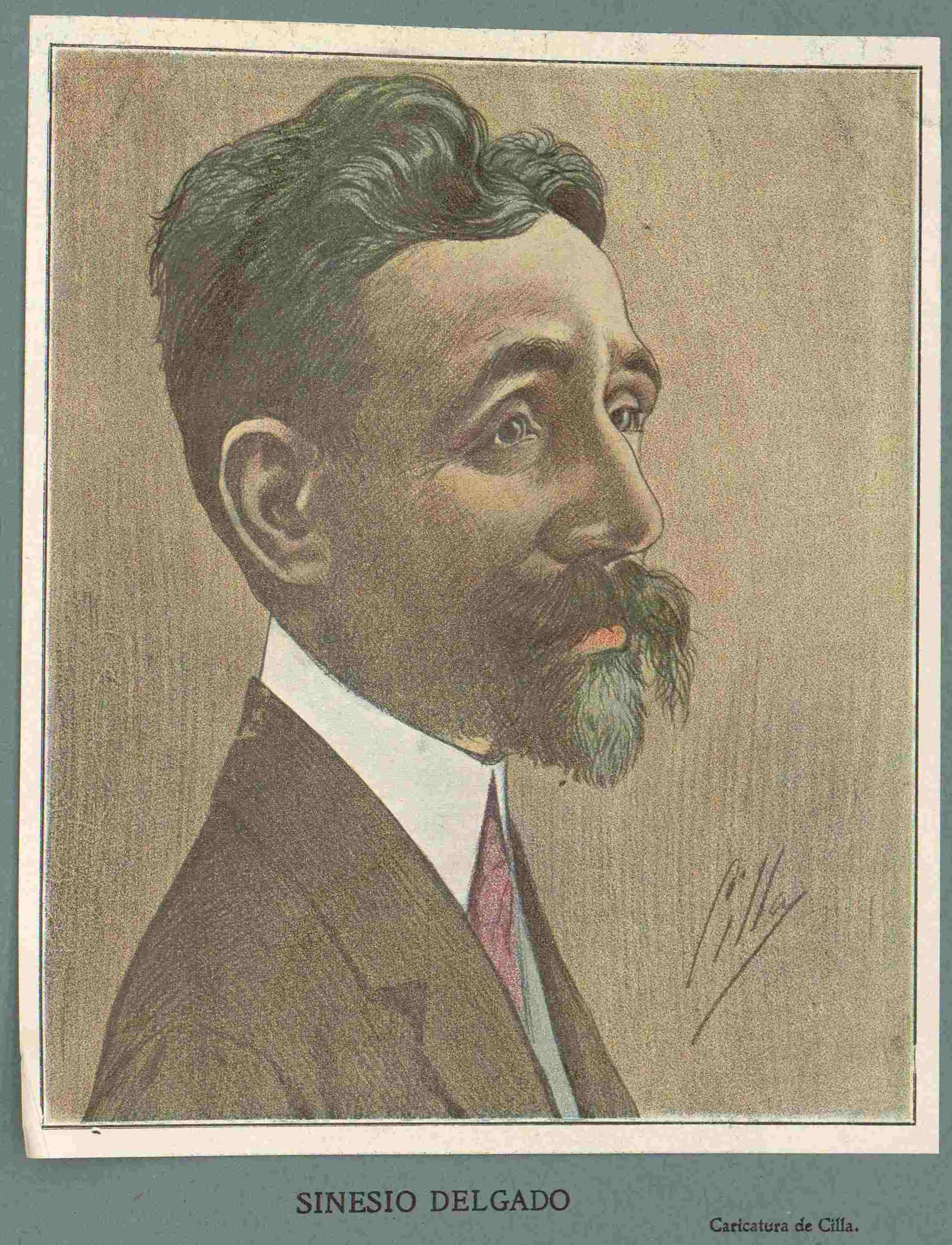
Caricaturizado por Cilla (1906)

El 10 de octubre de 1880, Sinesio Delgado llegó a Madrid. Al poco tiempo comenzó a colaborar en el semanario festivo ilustrado Madrid Cómico, que acabaría por dirigir en su segunda época, desde el 25 de febrero de 1883, hasta incluso ser su propietario en 1885. El semanario se publicó hasta diciembre de 1897. En cada número escribía una composición en verso o en prosa que le proporcionaba a Ramón Cilla asunto para sus dibujos. Publicaba personalmente además la sección “Correspondencia particular”  donde criticaba con gracia e ingenio, y la de “Chismes y Cuentos”, en donde comentaba la actualidad. En la sección de “Crítica teatral”, usó el seudónimo de “Luis Miranda Borge”  y en la de poesía el de “Rui-Díaz”.
Al concluir el siglo XIX, recorrió junto al dibujante Ramón Cilla toda España, recopilando datos que fueron publicados en Madrid Cómico bajo el título de España al terminar el siglo XIX: apuntes de viaje (Madrid, 1897). En sus catorce años de director del semanario fueron muchos sus colaboradores como:  Luis Taboada, Eduardo Sáenz-Hermúa «Mecachis», Leopoldo Alas «Clarín», José Estremera, Eduardo Bustillo, Juan Pérez Zúñiga, José Jackson Veyán y José López Silva.
En septiembre de 1888 se casa con Julia de Lara Valverde, hija de la famosa actriz de teatro Balbina Valverde. Ese año publica su primera antología poética Pólvora Sola con sesenta y cinco poemas escritos en diferentes estilos, estrofas y versos. En 1895 y 1896 fue director artístico del Teatro Apolo, desde el que le tendió una mano al maestro de música Ruperto Chapí a su vuelta al mismo. Desde 1895 empleó todo su esfuerzo en el proyecto más ambicioso de su carrera profesional: la creación de la Sociedad de Autores Españoles, actualmente conocida como S.G.A.E. (Sociedad General de Autores y Editores). En 1898 empieza a colaborar en el semanario (luego diario) ABC. Su primer título fue “Nuestras Consultas”. Con el paso del tiempo y hasta su muerte siguió escribiendo en este periódico, en las secciones de: “Chismes y Cuentos”, “Mi Teatro”, “La Gacetilla Rimada”, “Coplas del jueves”, “Coplas del sábado” y los artículos que más fama le dieron aparecieron en el diario con el título de las “Murmuraciones de Actualidad”.

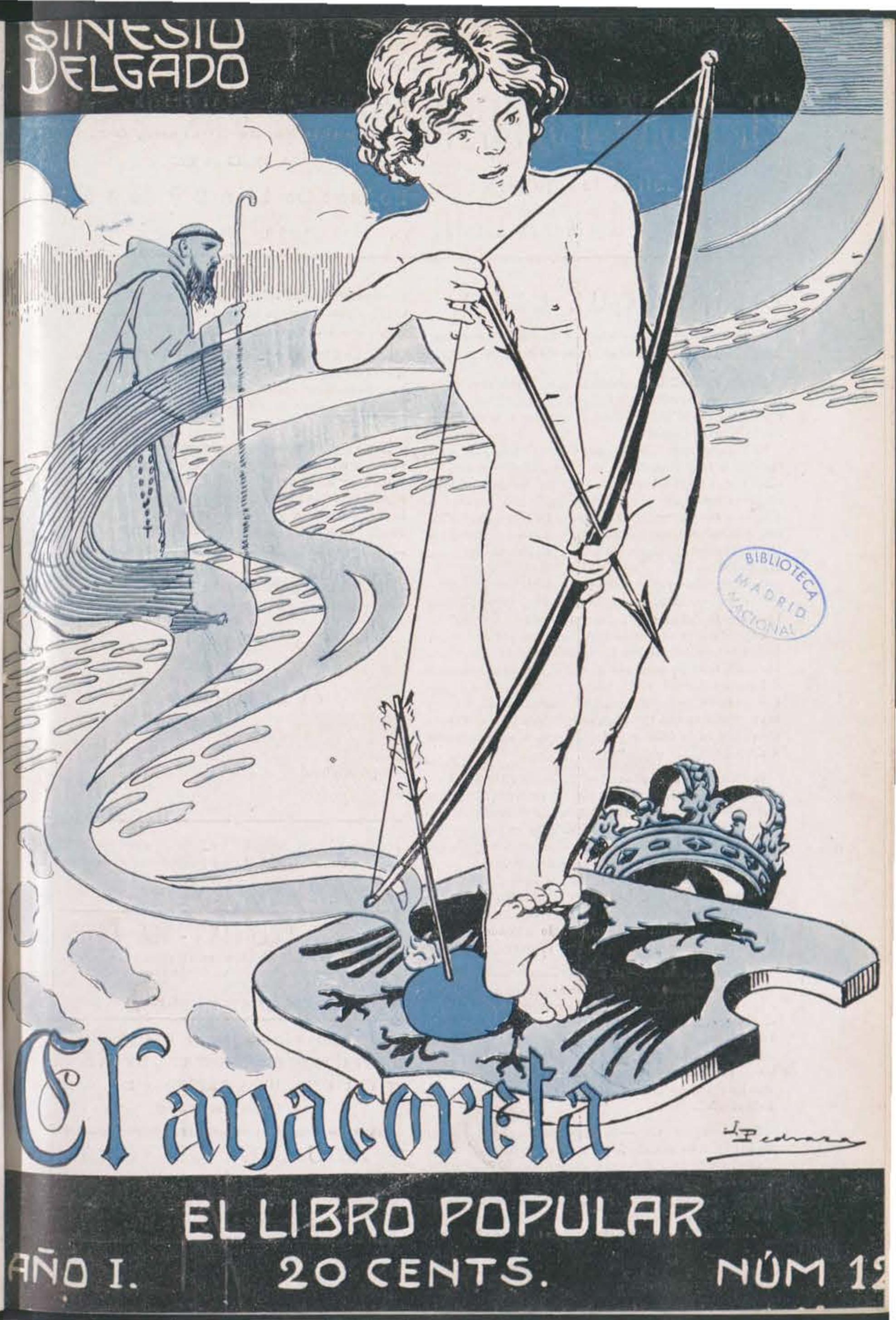
El anacoreta (n.º 12 de El Libro Popular, 26 de septiembre de 1912)

A lo largo de su vida colaboró en más de cincuenta periódicos y revistas, entre otras y aparte de las ya citadas: Blanco y Negro, La Broma, La Caricatura, El Buñuelo, El Día, ¡Esto se va!, La Época, La Filoxera, El Volapié,  La Gran Vía, El Imparcial, La Iberia, La Iberia Progresista, Lettres Françaises, Letras Españolas y Americanas, El Liberal, El Madrid Político, El Mentidero, Nuevo Mundo, Pluma y Lápiz, Revista Ilustrada, El Socialista, El Satiricón, El Teatro, La Viña o La Vida Nueva. Publicó 1679 artículos de prensa. También colaboró en colecciones literarias como El Libro Popular.
Destacó en el estreno del teatro Apolo de Madrid,  El galope de los siglos,  el 5 de enero de 1900, una comedia humorada y satírico-fantástica, con música del maestro Ruperto Chapí. El 13 de febrero de 1903 estrenó la revista fantástica titulada  La Leyenda Dorada, en el Teatro Real de Madrid. En 1905 se publicó Mi Teatro que fue una de sus grandes obras en prosa y quizás la más importante de su vida. En 1908 prólogo el libro de José Jurado de la Parra: “Los del Teatro. Semblanzas de actrices, autores, críticos, actores, músicos y empresarios”. Una de las grandes obras en prosa de Sinesio, que con su planteamiento de estructura y forma se adelantó a su tiempo, fue Las Vírgenes Locas. En agosto de 1917, José Serrano le pidió una letra para una canción militar:  La Canción del Soldado. El éxito fue rotundo. El Gobierno, en nombre de Alfonso XIII, le otorgó la “Gran Cruz del Mérito Militar con distintivo Blanco de 2ª orden., con el tratamiento de Excelencia”.

## Obras

### Obras completas
- "Obras completas". En prosa y verso. Tomo I  [único].  Madrid.  Imprenta   de los  Hijos M. G. Hernández. 1919. 617 p.

### Antologías poéticas

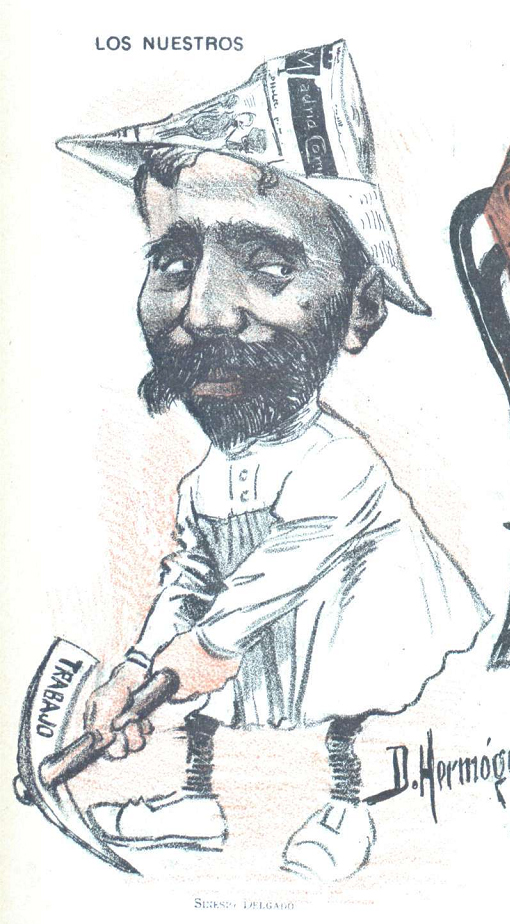
Caricaturizado en Don Quijote (1902)

- Lluvia Menuda. Colección de versos. Barcelona. López Editor. 1888. 192 p.
- Pólvora Sola. Composiciones en verso y dibujos de Cilla. Madrid. Impresor de la Real Casa. 1888. 196 p.
- Almendras Amargas. Colección de Composición en versos. Madrid. Imprenta de los Hijos de M. G. Hernández. 1893. 202 p.; 2 h.
- ...Y pocas nueces. Madrid. Imprenta de la Revista de Navegación y Comercio. 1894. 238 p.Homenaje a Sinesio Delgado en Támara de Campos

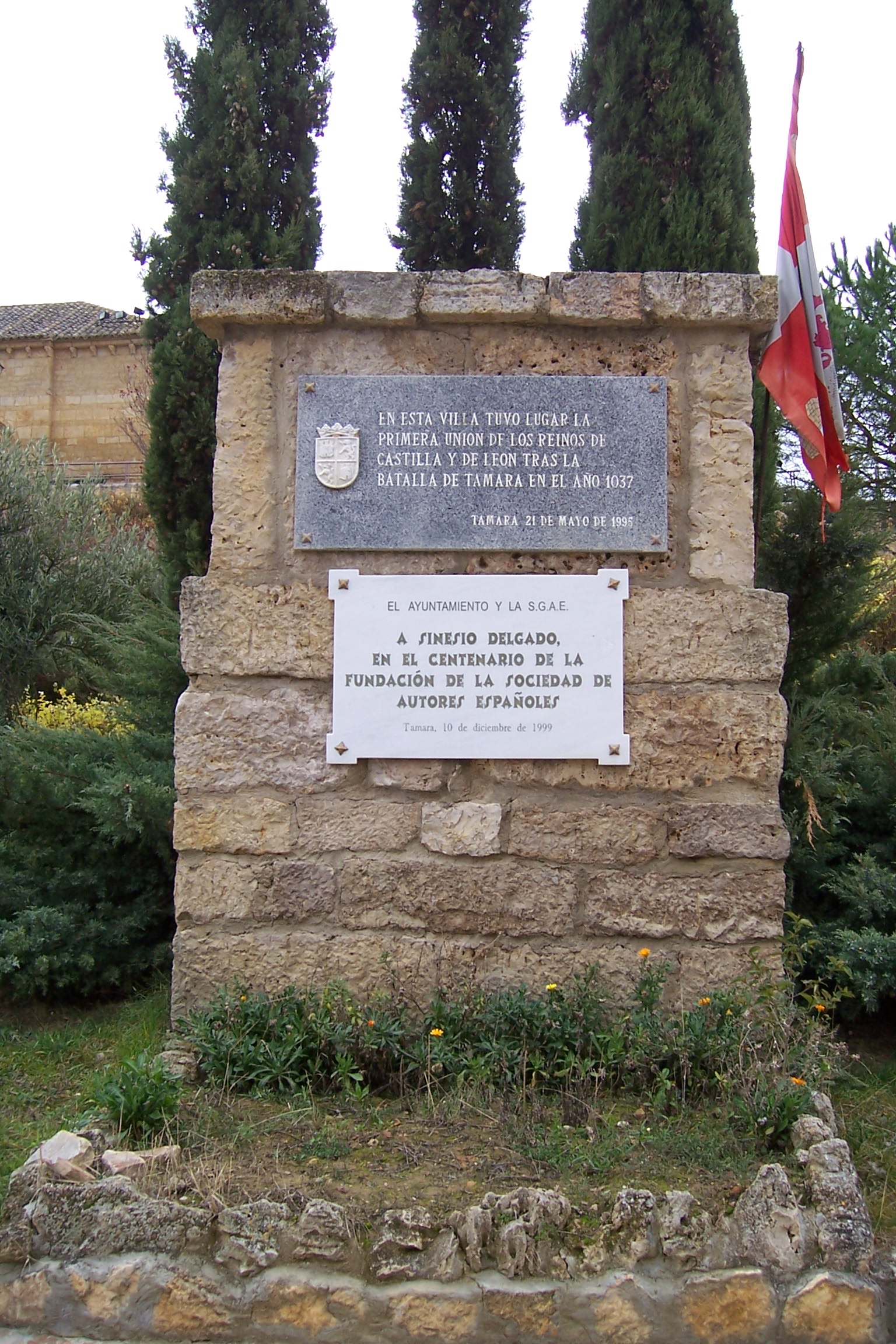
Homenaje a Sinesio Delgado en Támara de Campos

### Obras en poesía
- Himno a la Bandera. Sobre la música de la Marcha Real Española. Letra de Sinesio Delgado. Música de Juan B. Lambert. Madrid. [s.n.]. ( 2 de julio de 1906). 4 h.
- La eterna derrota, amanecer. Música para coral de Rafael Calleja Gómez. 1901.
- Recuerdo al obrero. Poema al que puso música para coral Rafael Calleja Gómez. 1887.

### Obras en prosa
- Artículos de Fantasía. Ilustraciones de Cilla y “Mecachis”. Madrid. Biblioteca      Contemporánea Ilustrada. 1894. 139 p.
- “Cuento Extravagante”. En Artículos de Fantasía. Madrid, Biblioteca Contemporánea Ilustrada. 1894, pp. 37-139.
- “Juicio Oral y Público”. En Artículos de Fantasía. Madrid, Biblioteca Contemporánea Ilustrada. 1894, pp. 7-19.
- “Pajaritología”. En Artículos de Fantasía. Madrid, Biblioteca Contemporánea Ilustrada. 1894, pp. 21-35.
- "España al terminar el siglo XIX". Apuntes de Viaje por Sinesio Delgado, dibujos de Ramón Cilla. Fotografías instantáneas, 1897-1900. Madrid. Imprenta Hijos de M. G. Hernández. 1897. 202 p.
- "El huevo de Colón". Madrid, A. R. López del Arco, s.a. 160 p.

### Obras de teatro
- La gente menuda. Sainete en un acto y en verso. Madrid. Administración Lírico- Dramática. 1885. 32 p.
- Las modistillas. Sainete en un acto y en verso. Madrid. Administración Lírico- Dramática. 1885. 34 p.
- La puerta del infierno. Zarzuela en un acto y en verso. Madrid. Administración Lírico- Dramática. 1886. 30 p.
- Lucifer. Zarzuela en un acto y tres cuadros, en verso. Madrid. Administración Lírico- Dramática. 1888. 40 p.
- El gran mundo. Zarzuela en un acto, tres cuadros y en verso. Madrid. Administración Lírico- Dramática. 1889. 40 p.
- La revista nueva o La tienda de comestibles. Zarzuela en un acto con música de Rafael Calleja Gómez y Vicente Lleó. 1889
- Los pájaros fritos. Zarzuela en un acto y en verso. Madrid. Administración Lírico- Dramática. 1891. 40 p.
- La ama de llaves. Sainete en un acto y dos cuadros en verso. Madrid. Administración Lírico- Dramática. 1893. 38 p.
- Los inocentes. Zarzuela en un acto en prosa y verso. Madrid. Administración Lírico- Dramática. 1896. 32 p.
- La madre abadesa. Boceto lírico en un acto en prosa y verso. Madrid. Impresor Marqués de Santa Ana. 1897. 32 p.
- El beso de la duquesa. Zarzuela en un acto dividido en tres cuadros, en prosa. Madrid. Editores Arregui y Aruej. 1898.  44 p.
- Lucha de clases. Juguete cómico en un acto. Música de Eladio Montero (Rafael Calleja Gómez y Vicente Lleó). 1900
- Los mineros. Zarzuela dramática en un acto y en prosa. Madrid. Imprenta de los Hijos de M. G. Hernández. 1899. 42 p.
- El galope de los siglos. Humorada satírico-fantástica en un acto, dividido en ocho cuadros en prosa y verso. Madrid. Imprenta de los Hijos de M. G. Hernández. 1900. 49 p.
- Don César de Bazán. Zarzuela en un acto, dividido en tres cuadros, en verso. Música de Eladio Montero (Rafael Calleja Gómez y Vicente Lleó). Madrid. Imprenta de los Hijos de M. G. Hernández. 1901. 50 p.
- Jaque a la Reina. Zarzuela en un acto y cuatro cuadros. Música de Eladio Montero (Rafael Calleja Gómez y Vicente Lleó). 1901.
- Quo Vadis?. Zarzuela de magia disparatada en un acto, dividido en diez cuadros, en prosa y verso. Madrid. Imprenta Marqués de Santa Ana. 1902. 45 p.
- Su Alteza Imperial. Zarzuela en tres actos y en prosa. Madrid. Imprenta de los Hijos de M. G. Hernández. 1903. 74 p.
- La obra de la temporada. Zarzuela en un acto, dividido en cinco cuadros, en prosa. Madrid. Imprenta de los Hijos de M. G. Hernández. 1904. 45 p.
- La tribu malaya. Zarzuela extravagante, en un acto, dividido en tres cuadros en prosa. Madrid. Imprenta de los Hijos de M. G. Hernández. 1905. 36 p.
- La ilustre fregona. Zarzuela fantástica en un acto, dividido en siete cuadros, en prosa, con música de Rafael Calleja Gómez . Madrid. Imprenta de los Hijos de M. G. Hernández. 1906. 36 p.
- El carro de la muerte. Zarzuela fantástica extravagante en un acto, dividido en tres cuadros, en prosa. Madrid. Imprenta de los Hijos de M. G. Hernández. 1907. 38 p.
- La balsa de aceite. Zarzuela en un acto dividido en cinco cuadros, en prosa. Madrid. Imprenta de los Hijos de M. G. Hernández. 1908. 36 p.
- La noche de los tiempos. Revista en un acto con Antonio Soler. Música de Rafael Calleja Gómez. 1908

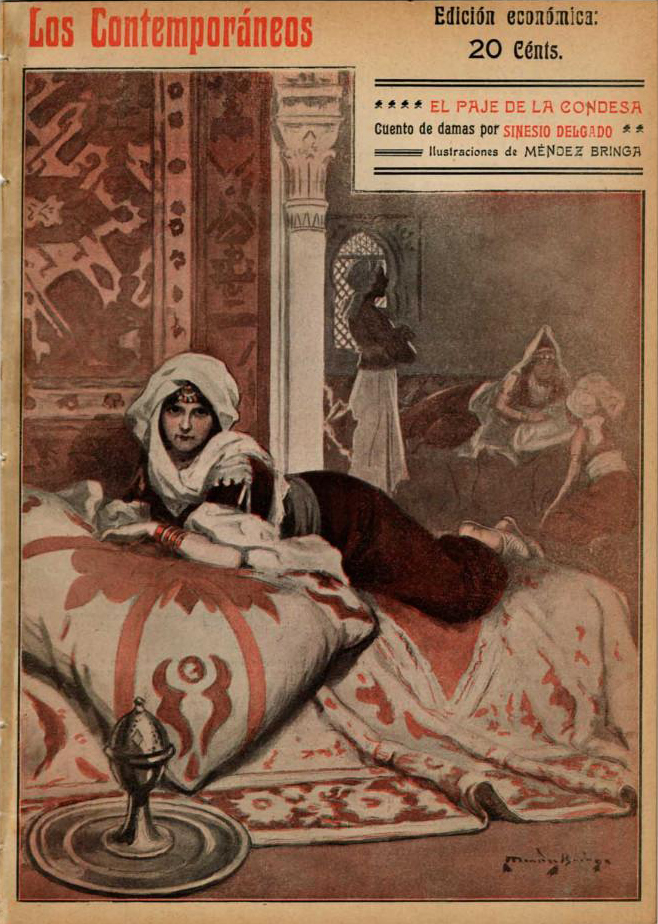
El paje de la condesa, nº 78 de Los Contemporáneos (24 de junio de 1910). Portada de Méndez Bringa.

- El paje de la condesa, nº 78 de Los Contemporáneos (24 de junio de 1910). Portada de Méndez Bringa.El diablo con faldas. Comedia con música en un acto y en prosa. Madrid. Imprenta de los Hijos de M. G. Hernández. 1909. 38 p.
- Lucha de Clases. Juguete cómico en un acto y tres cuadros con Joaquín Abati. Música de Eladio Montero (Rafael Calleja Gómez y Vicente Lleó). 1910
- Mano de Santo. Zarzuela en un acto y cinco cuadros. Música de Rafael Calleja Gómez. 1910.
- La perla del Harén. Zarzuela en un acto y tres cuadros con prólogo y epílogo. Música de Rafael Calleja Gómez. 1910
- El bebé de París. Zarzuela en un acto y en prosa. Madrid. Imprenta de los Hijos de M. G. Hernández. 1910.  36 p.
- Cabecita de pájaro. Cuento infantil en un acto, dividido en siete cuadros, en prosa. Madrid. Imprenta de los Hijos de M. G. Hernández. 1910. 32 p.
- Faldas por medio. Zarzuela en un acto con música de Rafael Calleja Gómez. 1910.
- Barbarroja. Zarzuela en un acto y en prosa. Madrid. Imprenta de los Hijos de M. G. Hernández. 1911.  31 p.
- Las dos reinas. Zarzuela en siete cuadros en prosa, con música de Rafael Calleja Gómez y Tomás Barrera. Madrid. Imprenta de los Hijos de M. G. Hernández. 1911. 40 p.
- Grande de España. Zarzuela en un acto y tres cuadros con música de Rafael Calleja Gómez. 1911.
- El Anacoreta. Teatro popular. Madrid. El Libro Popular, Revista Literaria. 1912. 30 p.
- La autoridad competente. Comedia en tres actos y en prosa. Madrid. Imprenta de los Hijos de M. G. Hernández. 1915. 88 p.
- La ley del embudo. Zarzuela fantástica en un acto dividido en cinco cuadros y cuatro apariciones. Madrid. Imprenta de los Hijos de M. G. Hernández. 1916. 49 p.
- Mi único amor. Comedia en dos actos y en prosa. Madrid. Imprenta de los Hijos de M. G. Hernández. 1920. 68 p.
- Su alteza de casa. Boceto de opereta, en un acto y en prosa. Madrid. [s.n.]. 1921. 42 p.
- ¡Hijo de mi alma!. Sainete en tres actos y en prosa. Madrid. Imprenta de los Hijos de M. G. Hernández. 1925. 96 p.
- Cabecita de pájaro, (Mi cocinera). Cuento infantil en tres actos. Madrid. Imprenta de los Hijos de M. G. Hernández. 1927. 72 p.